# R2R-laddernetwerk
Een R2R-laddernetwerk is een laddervormig netwerk dat bestaat uit een serie parallel schakeling van een aantal weerstanden met waardes R en de dubbele waarde: 2R.

## Toepassing
Dit laddernetwerk van weerstanden wordt gebruikt voor toepassingen waar digitale (uitgangs)signalen van een computer moeten omgevormd worden naar bruikbare signalen voor analoge toepassingen zoals geluid en meetwaarden. Deze schakeling vormt dan ook steeds het hart van de Digitaal naar Analoog convertor.

## Beschrijving

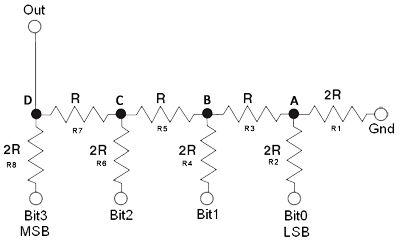
Basisschema R2R-netwerk.

Het netwerk bestaat naast de weerstanden uit digitale inputs (bit 3 tot en met bit 0). Deze binaire inputs worden aangestuurd door het digitale computersysteem met behulp van spanning. Bij een binaire '1' wordt op de inputs de referentiespanning aangelegd, bij een binaire '0' bedraagt deze 0 volt, wat wil zeggen dat deze aan de aarde gelegd worden. Hierdoor ontstaat aan de uitgang (out) van deze schakeling via de serieparallelschakeling van de weerstanden een uitgangsspanning die, afhankelijk van de digitale inputs, varieert van 0 volt in stappen tot bijna de referentiespanning.
Wordt de digitale input met 1 verhoogd (vb van 0001 naar 0010), dan moet de uitgangsspanning met één gelijke stap verhoogd worden. 
Wordt de digitale input met 2 verhoogd (vb van 0001 naar 0011), dan moet de uitgangsspanning met 2 gelijke stappen verhoogd worden. Deze gelijke stappen bekomen we door de specifieke weerstanden met de waarden R en 2R.
Als we de digitale input op '0001' zetten, wordt de referentiespanning aangelegd aan de LSB input bit 0 terwijl de andere ingangen (bit 1 tot en met bit 3) de waarde 0 ofwel aarde hebben. 
De spanning op punt "A" wordt, door de serieschakeling van R1 en R2, de helft van de referentiespanning.
Daar Bit 1 '0' (0V) is, wordt door de serieschakeling van R3 en R4 de spanning op punt "B" nogmaals gehalveerd; 1/4 referentiespanning. 
Op punt "C" is de spanning nogmaals de helft; 1/8 referentiespanning.
Op punt "D", de output van de schakeling, is de spanning nogmaals de helft van punt "C"; 1/16 referentiespanning.
Dankzij deze weerstandswaarden blijft telkens na iedere spanningsdeler de helft van de voorgaande spanning over.
Wordt de digitale input op '1000' gezet, dan wordt de referentiespanning aangelegd aan de MSB input bit 3.
De vervangweerstand van R7 tot en met R1 wordt 2R zodat op punt "D" de helft van de referentiespanning staat.
Bit3 heeft de meeste invloed (1/2 referentiespanning) op de uitgang van het laddernetwerk. Daarom dat dit de MSB (Most Significant Bit) noemt.
Bit 0 heeft de minste invloed (1/16 referentiespanning) op de uitgang van het laddernetwerk. Daarom dat men dit de LSB (Least Significant Bit) noemt.
Met 4 bits ingangen kan de uitgang verhoogd worden in ({\displaystyle 2^{4}}) 16 stappen van 1/16 referentiespanning van 0V tot maximum 15/16 referentiespanning (1/2+1/4+1/8+1/16).
Wanneer een 12bit R-2R laddernetwerk gebruikt is, zal de kleinste stapverandering aan de uitgang gelijk zijn aan Uref/{\displaystyle 2^{12}} en zullen er {\displaystyle 2^{12}} of 4096 stappen zijn van 0 tot maximum.

## Conclusie
Hoe groter het aantal bits, hoe groter het aantal mogelijke waarden van het uitgangssignaal en hoe kleiner de minimum stap.
OF
Hoe groter het aantal bits, hoe beter het uitgangssignaal de vorm van het originele ingangssignaal zal benaderen.